# Temps futurs
Temps futurs (titre original en anglais : Ape and Essence, « Singe et Essence ») est un roman d'anticipation dystopique d'Aldous Huxley, publié en 1948.

## Origine du titre
Son titre original provient d'une tirade de la pièce Measure for Measure (Mesure pour mesure Acte II, scène 2) de William Shakespeare, plus précisément du quatrième vers :
But man, proud man,

Drest in a little brief authority,

Most ignorant of what he’s most assured,

His glassy essence, like an angry ape,

Plays such fantastic tricks before high heaven,

As make the angels weep.
Mais l’homme, l’homme orgueilleux

Revêtu pour un instant d’une parcelle d’autorité -

Connaissant le moins ce dont il est le plus assuré,

Son essence éternelle - pareil à un singe irascible,

Joue devant les cieux des tours fantastiques

À faire pleurer les anges …
Le titre français choisi par le traducteur Jules Castier est emprunté à un vers de Victor Hugo tiré de la première partie de son poème "Lux" (dans le recueil Les Châtiments) :
Temps futurs ! vision sublime !

Les peuples sont hors de l’abîme.

Le désert morne est traversé.

Après les sables, la pelouse ;

Et la terre est comme une épouse,

Et l’homme est comme un fiancé !

## Résumé
En février 2108, l'Expédition de redécouverte néo-zélandaise atteint enfin la Californie. Voilà plus d'un siècle que le monde a été dévasté par une guerre nucléaire mais le fléau de la radioactivité et de la maladie ronge encore les survivants. Les membres de l'expédition s'attendent à trouver la destruction physique, mais ils ne sont pas préparés à la dégradation morale qu'ils vont rencontrer.